# Лукьянцевская волость
Лукьянцевская волость — историческая административно-территориальная единица в составе Покровского уезда Владимирской губернии.

## История
В середине XII — начале XIII веков территория принадлежала Ростово-Суздальскому княжеству.

## Населённые пункты
По данным на 1905 год из книги Список населённых мест Владимирской губернии в Лукьянцевскую волость входили следующие населённые места:
- Арефино (при деревне мельница)
- Бехтерево (в настоящее время не существует, поглощена городом Киржач)
- Бобково (при деревне лесные сторожки П. П. Соловьёва и М. А. Недыхляевой)
- Грибаново
- Ельцы (село)
- Ефаново (при деревне мельница)
- Заболотье (погост; постоянных жителей 23 человека, 4 двора)
- Исаково (при деревне контора и сторожка Барановых)
- Киржачская учительская семинария
- Корытово (при деревне кирпичный завод С. Н. Калмыкова)
- Кумош (погост; при нём лесные сторожки Д. К. Кононова и П. П. Соловьёва)
- Лисицыно
- Лукьянцево (при деревне мукомольная мельница и лесная сторожка А. И. Тихомировой)
- Михали (близ деревни имение Кулагиной)
- Наседкино
- Наумово
- Недыхляевой посёлок близ фабрики (16 человек, 4 двора)
- Окулово (современное название — «Акулово»)
- Соловьёва П. А. фабрика (970 человек, 1 двор)
- Соловьёва А. А. фабрика (575 человек, 1 двор)
- Тельвяково
- Турки
- Халино
- Храпки (при деревне лесная сторожка Аленчикова и Зимина)
- Шустово
- Юрцево (при деревне лесная сторожка П. П. Соловьёва)

## Волостное правление
По данным на 1900 год: волостной старшина — Алексей Степанович Степанов, писарь — Иван Александрович Крылов.
По данным на 1910 год: волостной старшина — Никита Миронов, писарь — Василий Козаков.

## Население
В 1890 году Лукьянцевская волость Покровского уезда включает 10 827 десятин крестьянской земли, 21 селение, 771 крестьянский двор (11 не крестьянских), 4545 душ обоего пола. Административным центром волости была деревня Лукьянцево.

## Промыслы
По данным на 1895 год, жители волости занимались отхожими промыслами (плотники в основном в Москве, сезонные фабричные рабочие, печники). Местными промыслами почти не занимались. Только в деревне Окулово производились горшки (1500 в год), которые по цене от 2 до 5 копеек за штуку реализовывались в городе Киржач, на базарах и в соседних селениях).